# جو فیدلر
جو فیدلر (انگلیسی: Joe Fidler؛ ۱۸۸۵ – ۱۹۴۸ (۶۲−۶۳ سال)) فوتبالیست بود.
از باشگاه‌هایی که در آن بازی کرده‌است می‌توان به باشگاه فوتبال پورت ویل، باشگاه فوتبال شفیلد یونایتد، باشگاه فوتبال فولام، باشگاه فوتبال کویینز پارک رنجرز، و باشگاه فوتبال آرسنال اشاره کرد.
وی همچنین در تیم ملی فوتبال Southern League XI بازی کرده‌است.